# Silberschatz von Bursa

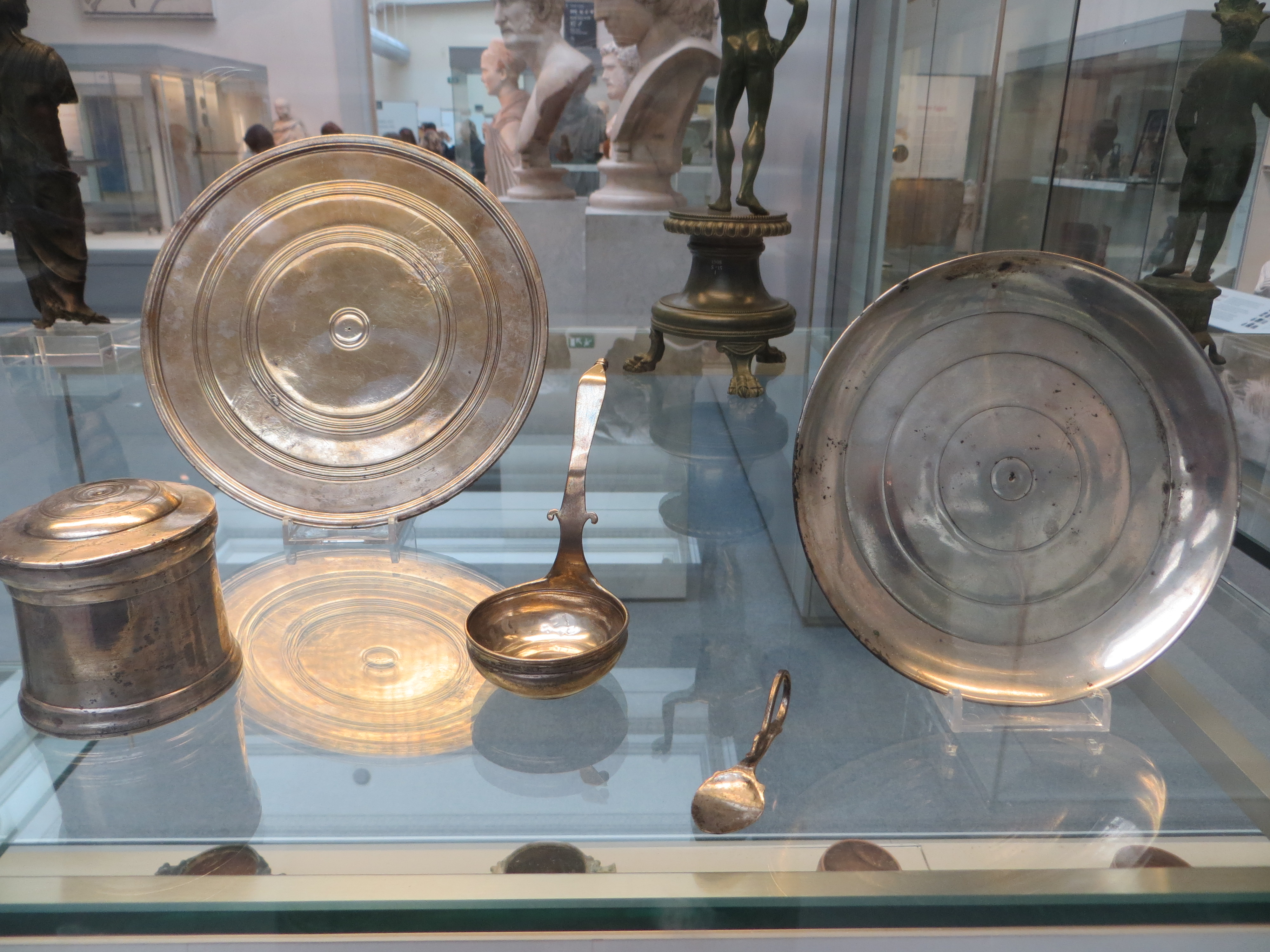
Das Fundensemble in der Ausstellung des British Museum.

Der Silberschatz von Bursa ist ein Fundensemble von sieben Silbergeräten aus der römischen Kaiserzeit. Es wird ins 1. Jahrhundert n. Chr. datiert.
Am Anfang des 20. Jahrhunderts wurden in der Nähe von Bursa, dem antiken Prusa in der römischen Provinz Bithynien, einige Silberobjekte geborgen. Diese gelangten in den Kunsthandel und schließlich im Jahr 1913 ins British Museum. Die eingeführte Bezeichnung ist etwas irreführend, da die Gegenstände aus einem Grab stammen. Es handelt sich um einen Spinnrocken, einen Spiegel, eine Pyxis mit Deckel als Behälter für Kosmetika sowie um eine Schale, einen Schöpfer (Simpulum) und einen Löffel mit schwanenhalsförmigem Griff (Ligula). Die ersten Beigaben lassen den Schluss zu, dass es sich um Beigaben eines Frauengrabes handelt.